# Waterlinie

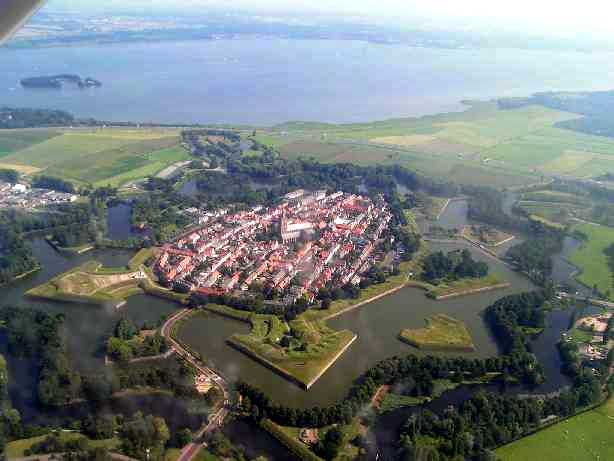
L'area fortificata del paese di Naarden; si nota bene la forma a stella della cinta fortificata

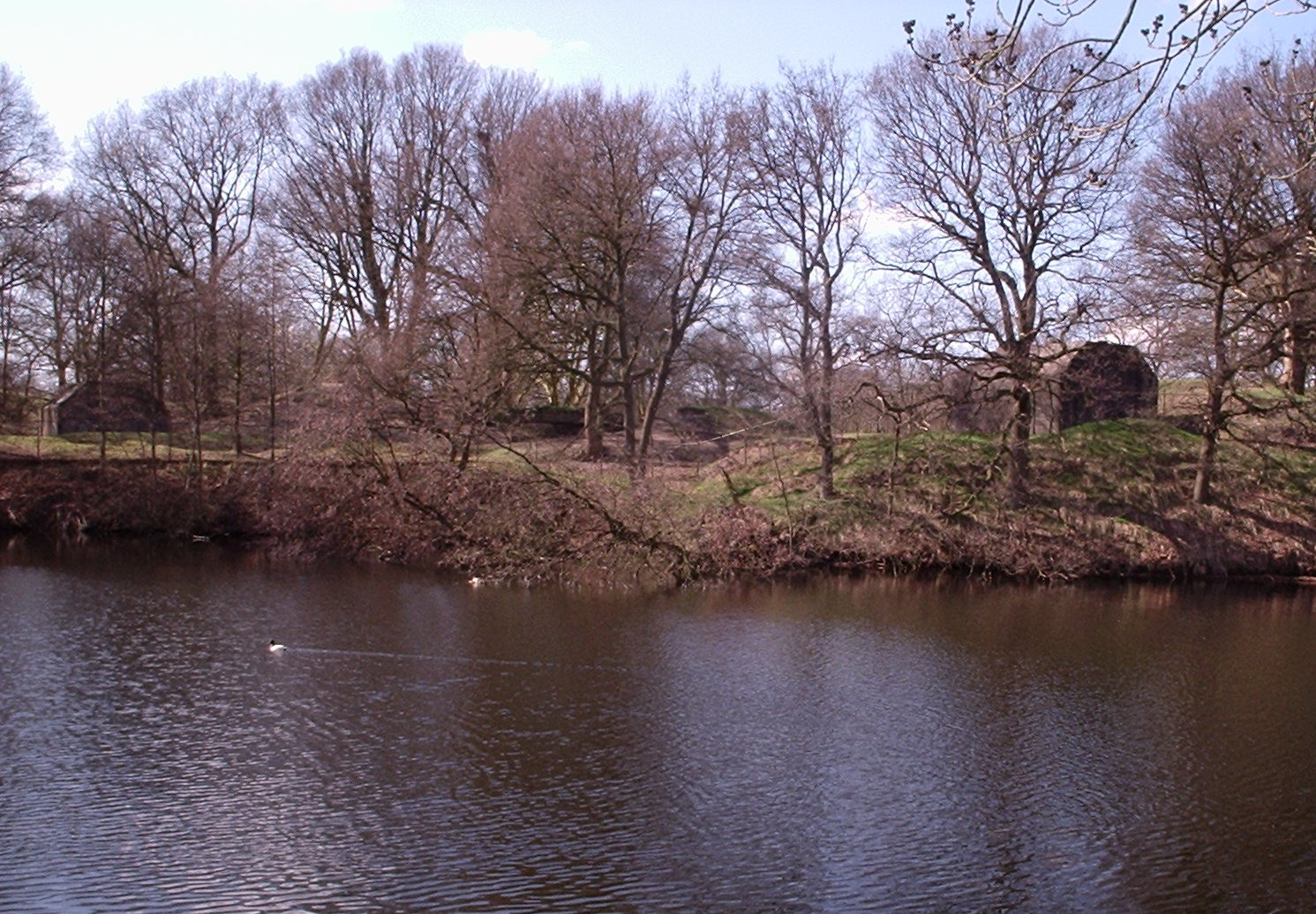
Ripari in cemento armato all'interno della cinta del Fort Ruigenhoek

La Waterlinie (nome completo Nieuwe Hollandse Waterlinie), ovvero la Linea d'acqua olandese è un sistema difensivo dei Paesi Bassi.
La linea difensiva è lunga 85 chilometri e ha una larghezza variabile tra i 3 e i 5 chilometri e va dallo Zuiderzee (vicino a Muiden) fino al parco nazionale De Biesbosch.
La linea è formata da un sistema di chiuse, dighe e canali, con i quali si andavano a difendere le maggiori città dei Paesi Bassi, tra cui Utrecht.
Questa linea difensiva era in realtà già nota ai romani, e fu utilizzata anche nel medioevo. Nel 1672, fermò l'avanzata dell'esercito francese. Nell'800 si ammodernò la linea, andando a formare la "nuova" linea d'acqua.
Questa nuova linea in realtà non fu mai utilizzata, ma fu comunque posta in stato di difesa, in tre occasioni:
- nel 1870 durante la Guerra franco-prussiana.
- durante la prima guerra mondiale.
- nel 1939 allo scoppio della seconda guerra mondiale.

La linea fu dismessa nel 1963, anche se risultava già obsoleta dopo il primo conflitto mondiale, con l'introduzione degli aerei.